# Новий Боґушин
Новий Боґушин (пол. Nowy Boguszyn) — село в Польщі, у гміні Червінськ-над-Віслою Плонського повіту Мазовецького воєводства.
Населення — 190 осіб (2011).
У 1975-1998 роках село належало до Плоцького воєводства.

## Демографія
Демографічна структура станом на 31 березня 2011 року:
|          | Загалом | Допрацездатний вік | Працездатний вік | Постпрацездатний вік |
| -------- | ------- | ------------------ | ---------------- | -------------------- |
| Чоловіки | 98      | 24                 | 60               | 14                   |
| Жінки    | 92      | 20                 | 46               | 26                   |
| Разом    | 190     | 44                 | 106              | 40                   |